# La Pedraja de Portillo
La Pedraja de Portillo es una localidad y municipio españolas de la provincia de Valladolid, en la comunidad de Castilla y León.

## Geografía
Se encuentra situada en un extremo de Tierra de Pinares, a 24 kilómetros de Valladolid y a 722 metros sobre el nivel del mar. En la actualidad el municipio consta de un núcleo central, un barrio por absorción (El Cardiel) y multitud de urbanizaciones diseminadas por el término municipal. Por su territorio discurre el río Cega y dos arroyos, además de la carretera N-601, entre lo pK 168 y 174. 
| Noroeste: Viana de Cega | Norte: Boecillo, Aldeamayor de San Martín | Noreste: Aldeamayor de San Martín |
| Oeste: Valdestillas     |                                           | Este: Portillo                    |
| Suroeste: Mojados       | Sur: Mojados                              | Sureste: Aldea de San Miguel      |

## Historia

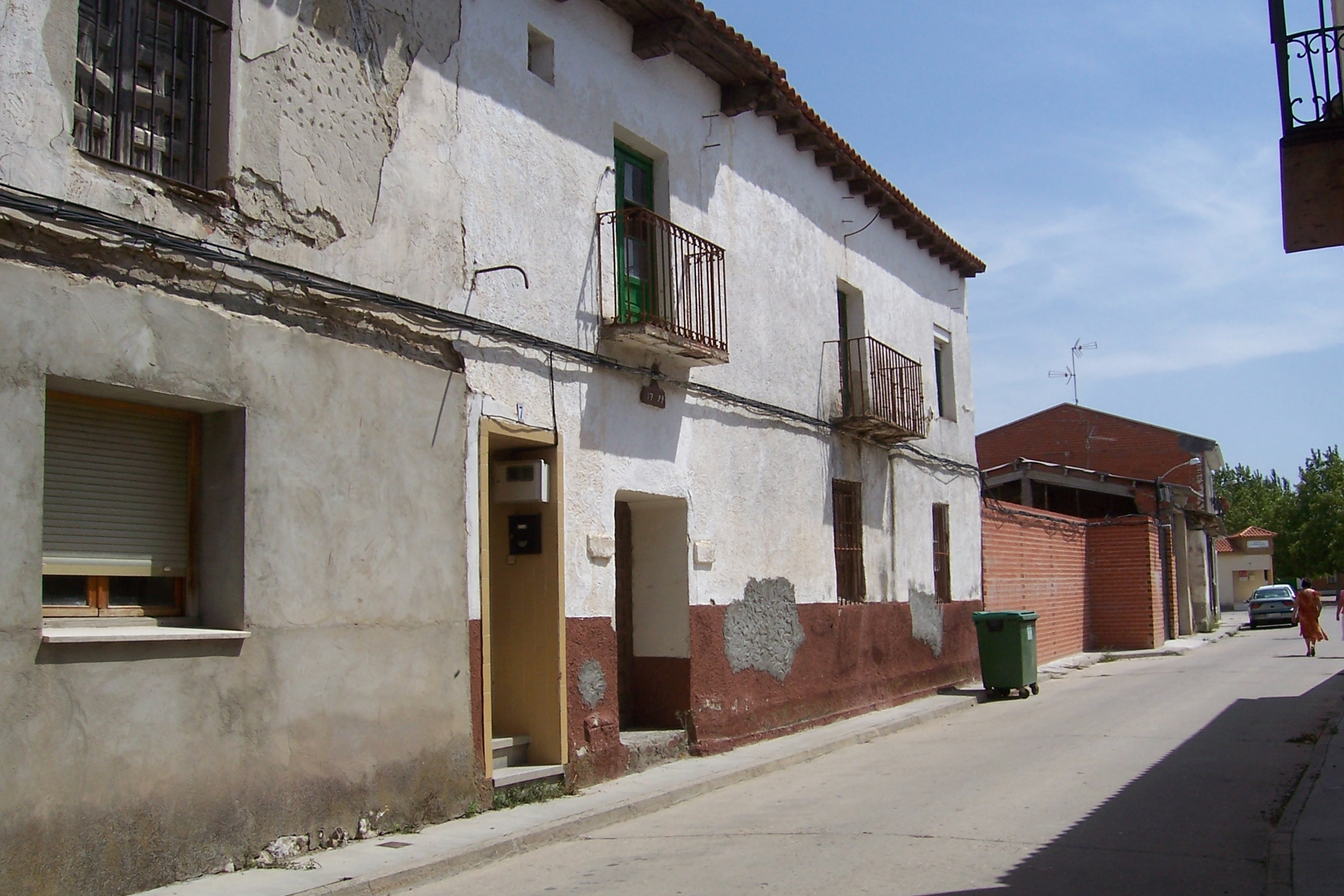
Una calle con casas del.

Los restos más primitivos del municipio son un yacimiento cerámico de época post-hallstática, restos de la calzada romana que discurría hacia Cauca (Coca) y algún vidrio de origen romano, pero principalmente La Pedraja de Portillo es una localidad que nació a partir de los pastores que bajaban desde lo alto de Portillo con las ovejas a pastar a los extensos eriales y pinares del llamado Raso de Portillo. Antes de ser desecada en el siglo XIX, el Raso de Portillo era una zona húmeda que alcanzaba las 1900 hectáreas. Poco a poco se fueron formando pequeños campamentos para no tener que subir otra vez hasta Portillo. 
Perteneció a la Comunidad de Villa y Tierra de Portillo que estaba formada por cuatro sexmos que reunían 18 aldeas o lugares de los cuales quedan como municipios Aldea de San Miguel, Aldeamayor de San Martín, Arrabal de Portillo (antes llamado Reoyo), Camporredondo, La Parrilla y La Pedraja de Portillo. Han desaparecido las aldeas de Aldea de Martín Fernández, Compasquillo, Barcelona, Cardiel, Comeso, Juarros, Revilla, San Cristóbal, La Torre, El Campo de la Aldehuela, Espardidas y Renedo. En algún caso pervive el topónimo en el recuerdo, como el de Compasquillo que da su nombre a un puente sobre el río Cega, o la finca llamada El Cardiel. En cuanto al nombre de Pedraja entra dentro de lo posible que su significado sea simple y se refiera a «piedra».

## Geografía humana

### Demografía
Cuenta con una población de 1175 habitantes (INE 2024).
| Gráfica de evolución demográfica de La Pedraja de Portillo entre 1842 y 2021 |
| |
| Población de derecho según los censos de población del INE Población de hecho según los censos de población del INEEn estos censos se denominaba Pedrajas de Portillo: 1842 y 1857 |

### Población por núcleos
Desglose de población según el Padrón Continuo por Unidad Poblacional del INE.
| Núcleos                | Habitantes (2014) | Varones | Mujeres |
| ---------------------- | ----------------- | ------- | ------- |
| La Pedraja de Portillo | 1096              | 560     | 536     |
| El Cardiel             | 38                | 24      | 14      |

### Economía

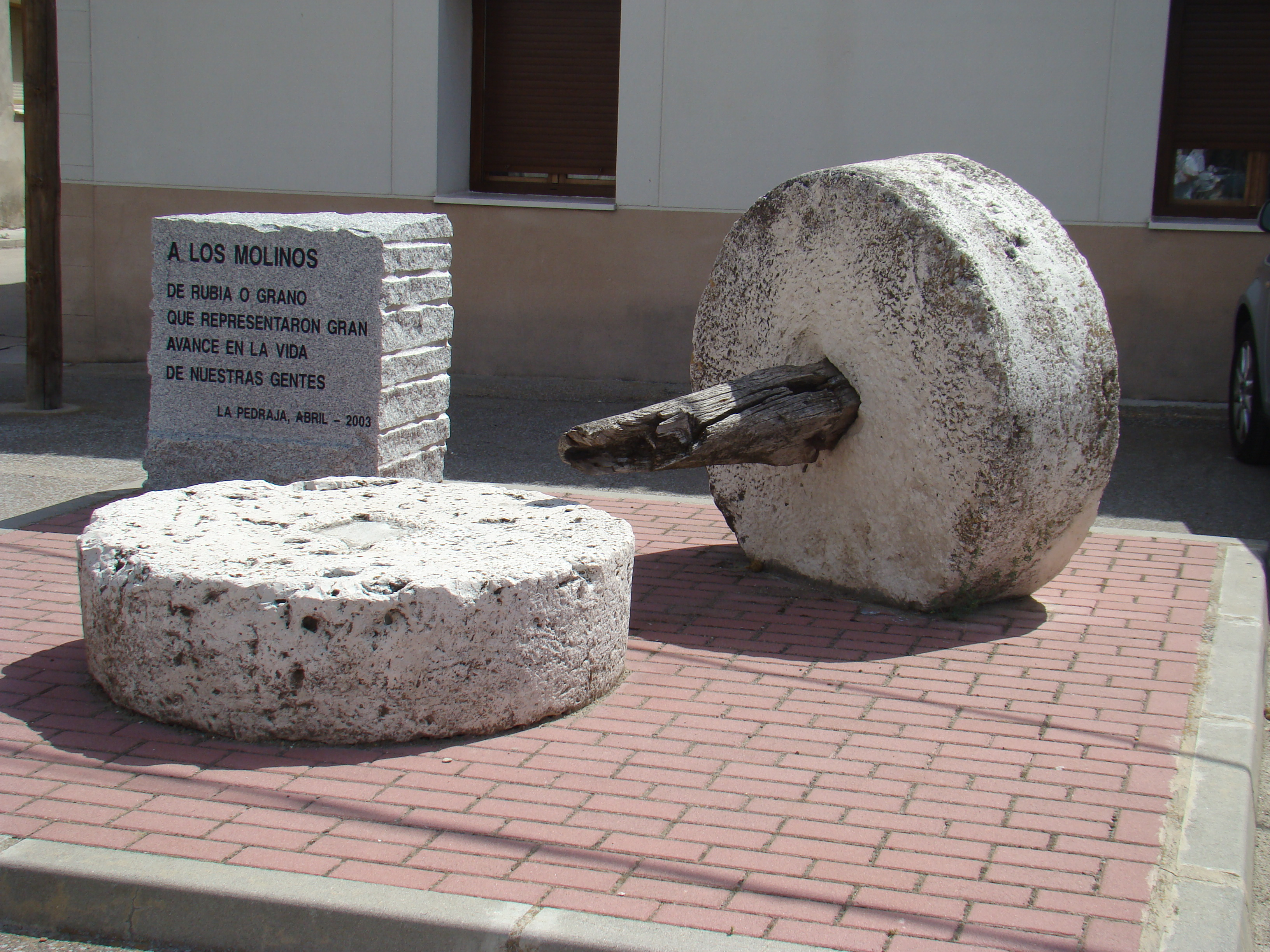
Homenaje a los molino antiguos.

Sus tierras están dedicadas sobre todo al secano con cultivos de cebada, trigo, avena y centeno. Otra parte tiene cultivos de regadío con remolacha, zanahoria y girasol. En tiempos pasados se cultivaba también rubia y morcajo -mezcla de trigo y centeno-. Había un molino harinero y otros dos -llamados tahonas- para moler rubia. Contaba además con cuatro pozos, dos de los cuales servían para abrevaderos del ganado y los otros dos para el surtido de los vecinos. El pueblo de La Pedraja tiene un monumento en homenaje al pozo artesiano de sus antepasados y otro a los molinos.

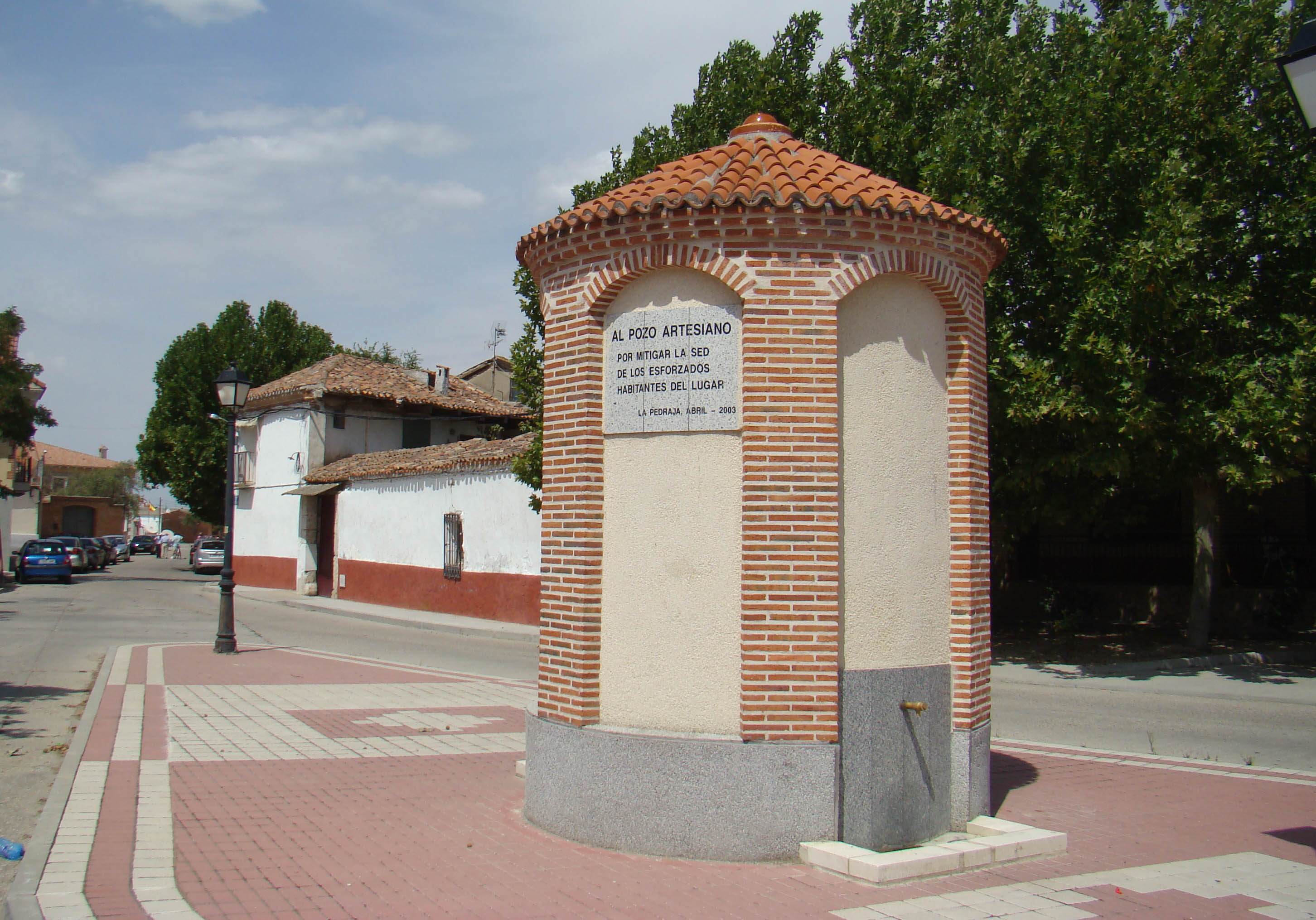
Homenaje al pozo artesiano.

En el sector secundario trabaja una parte de la población, en las empresas de la localidad -talleres de carpintería metálica, construcción-, pero muchos trabajan fuera del pueblo en la industria del automóvil y también en la construcción.
En cuanto al sector terciario, existen peluquerías, bares, supermercados, tiendas de alimentación, carnicerías, pescaderías y un banco (año 2011).
Cuenta con ganadería aviar, porcina, ovina y equina. En su término municipal se encuentra la ganadería más antigua de toros de lidia en España, el Raso de Portillo.
Desde la primavera de 2012 cuenta con una radio local, bajo el nombre de La Pedraja Radio Archivado el 2 de junio de 2016 en Wayback Machine.

#### Evolución de la deuda viva
El concepto de deuda viva contempla solo las deudas con cajas y bancos relativas a créditos financieros, valores de renta fija y préstamos o créditos transferidos a terceros, excluyéndose, por tanto, la deuda comercial.
| Gráfica de evolución de la deuda viva del ayuntamiento (en miles de euros) entre 2008 y 2017 |
|                                                                                              |
| Datos del Ministerio de Hacienda y Ad. Públicas.                                             |

La deuda viva municipal por habitante en 2014 ascendía a 559,96 € aunque esta deuda ha descendido en estos últimos años.

## Administración y política
| Periodo   | Nombre                        | Partido |
| --------- | ----------------------------- | ------- |
| 1979-1983 | Jesús E. García Cantalapiedra | UCD     |
| 1983-1987 | Ángel Luis Torrero Merino     | PSOE    |
| 1987-1991 | Ángel Luis Torrero Merino     | PSOE    |
| 1991-1995 | José Luis Cerro Piñeles       | GMI     |
| 1995-1999 | Ángel Luis Torrero Merino     | PSOE    |
| 1999-2003 | Ángel Luis Torrero Merino     | PSOE    |
| 2003-2007 | Ángel Luis Torrero Merino     | PSOE    |
| 2007-2011 | Ángel Luis Torrero Merino     | PSOE    |
| 2011-2015 | Henar González Salamanca      | PP      |
| 2015-2019 | Henar González Salamanca      | PP      |
| 2019-2023 | Henar González Salamanca      | PP      |

## Monumentos y lugares de interés

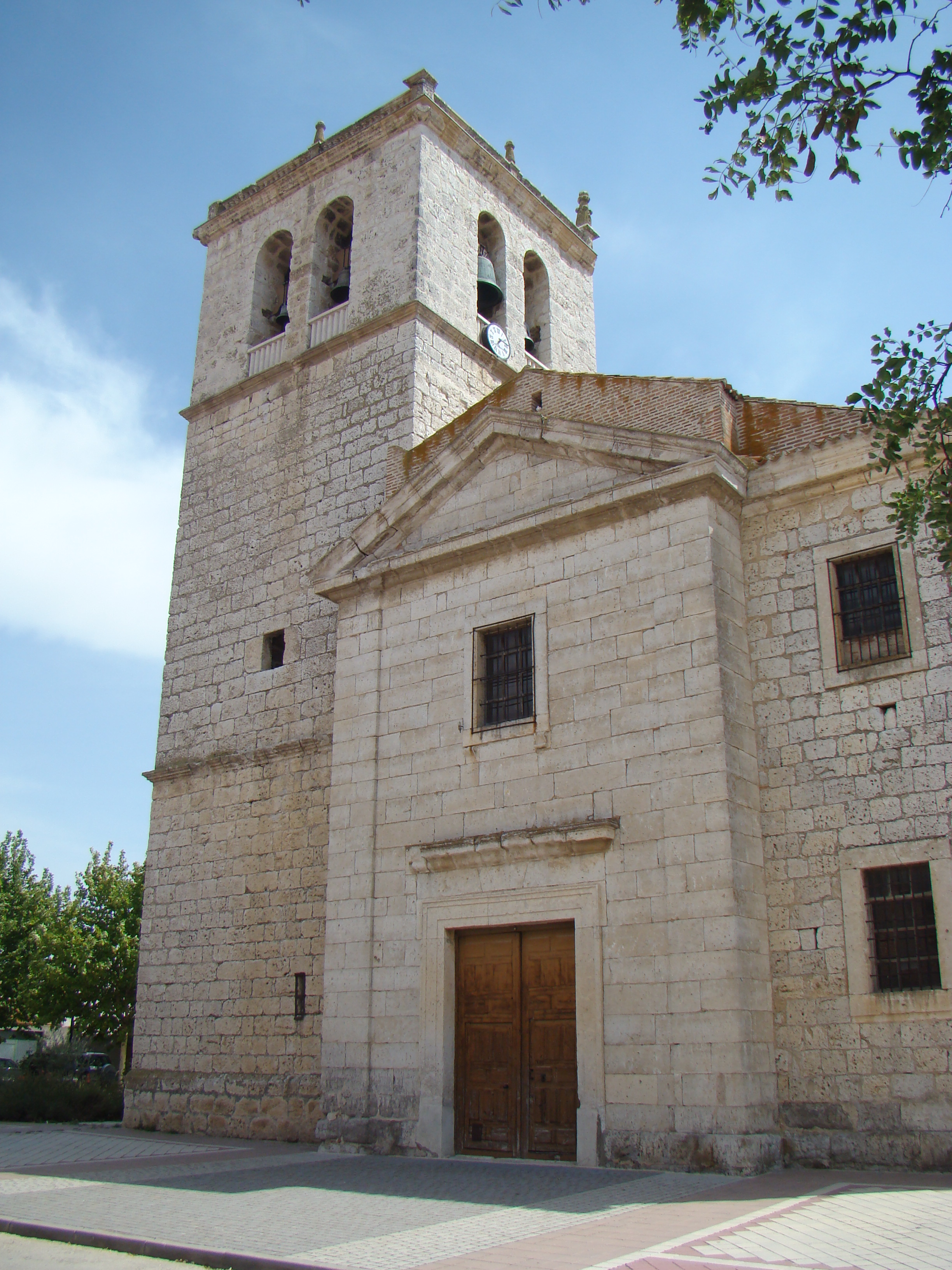
Parroquia de la Asunción.

Iglesia de Nuestra Señora de la Asunción
Templo parroquial construido entre los siglos XVI y XVIII, de planta de salón –con tres naves de la misma altura–, separadas entre sí por pilares que soportan arcos de medio punto. La nave central tiene bóveda de crucería y las dos laterales se cubren con bóvedas de cañón con lunetos y decoración de yeserías barrocas de 1775, siendo el autor de la obra Manuel Ribera bajo la dirección del arquitecto Pedro González Ortiz. Las tres naves están divididas en tres tramos.
La capilla mayor se remata con una cúpula que apoya en pechinas; en las pechinas están labrados los cuatro evangelistas con yeserías también barrocas. El maestro de obras Tomás de Zaragoza realizó la cúpula en 1746. En 1747 el escultor Narciso Martín lo terminó con las yeserías.
Retablo
El retablo mayor es de 1761 y sus autores fueron los vallisoletanos Agustín Martín y su hijo Fernando Martín. Está formado con esculturas del siglo XVIII. En el centro, en la calle central, está la imagen titular de la Asunción y a ambos lados, en las calles laterales, San José con Jesús en brazos y San Joaquín que lleva de la mano a su hija María. Estas tres figuras están separadas del ático por una gruesa moldura decorada con elementos barrocos. En el ático hay una gloria con orla de serafines y adornos en cuyo centro se ve la paloma simbólica del Espíritu Santo. Arriba del todo, en frontón curvo aparece la figura del Padre Eterno.
Existen otros retablos neoclásicos interesantes tanto en el lado de la Epístola como en el lado del Evangelio. En este último lado se conserva todavía el púlpito rococó realizado en 1723 rematado por un vistoso tornavoz.

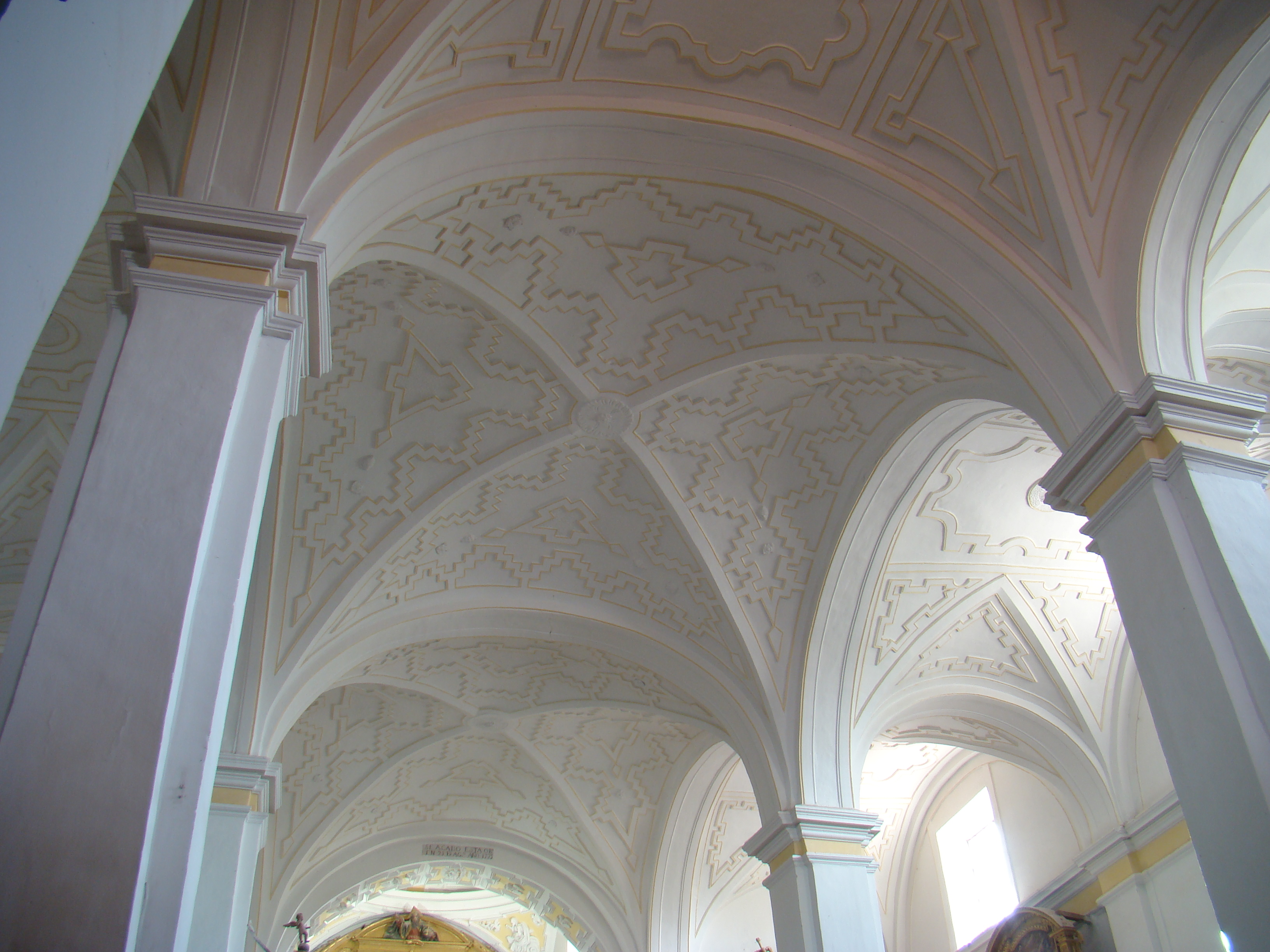
Bóvedas de crucería en la nave central.
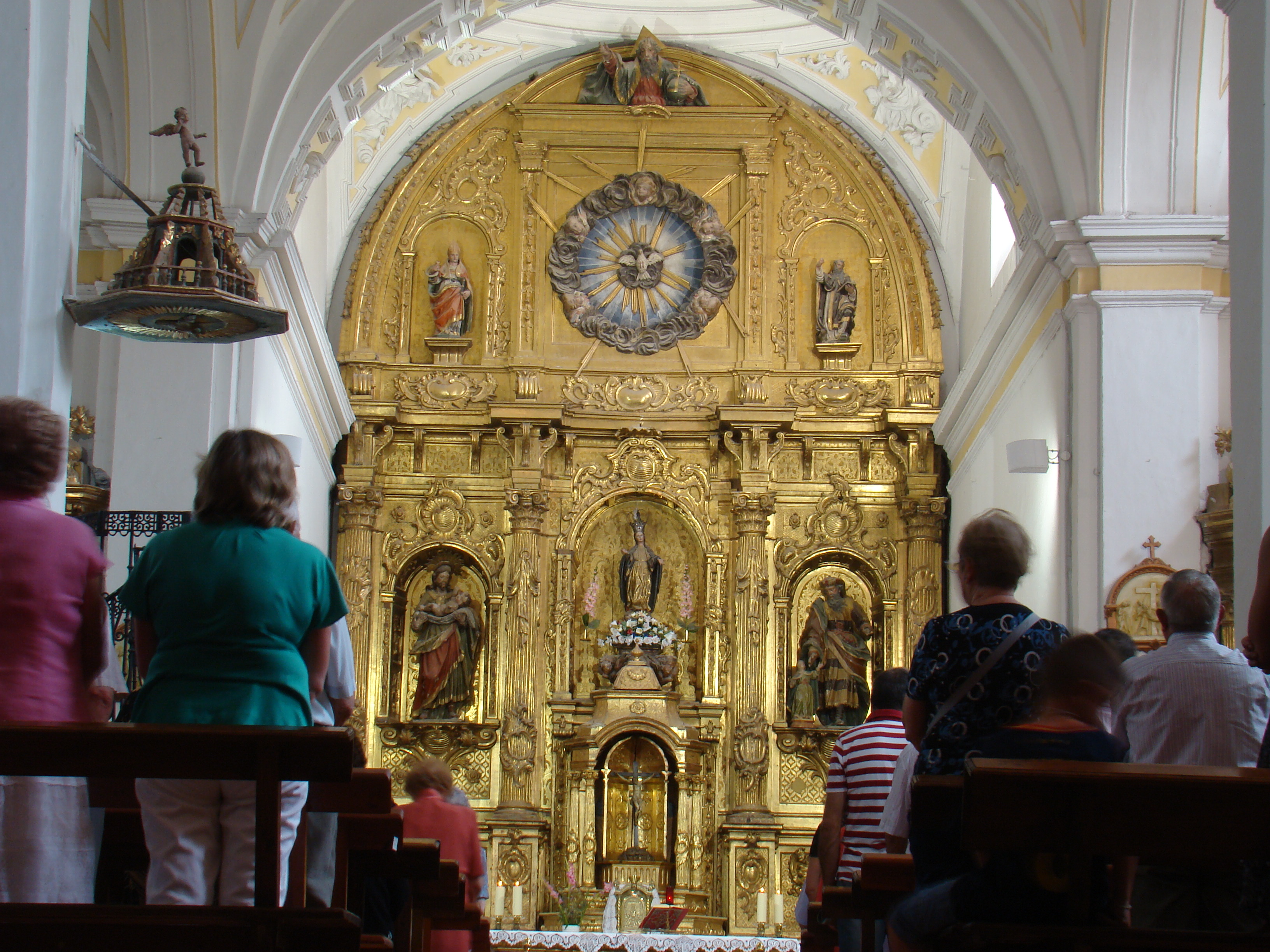
Retablo mayor.
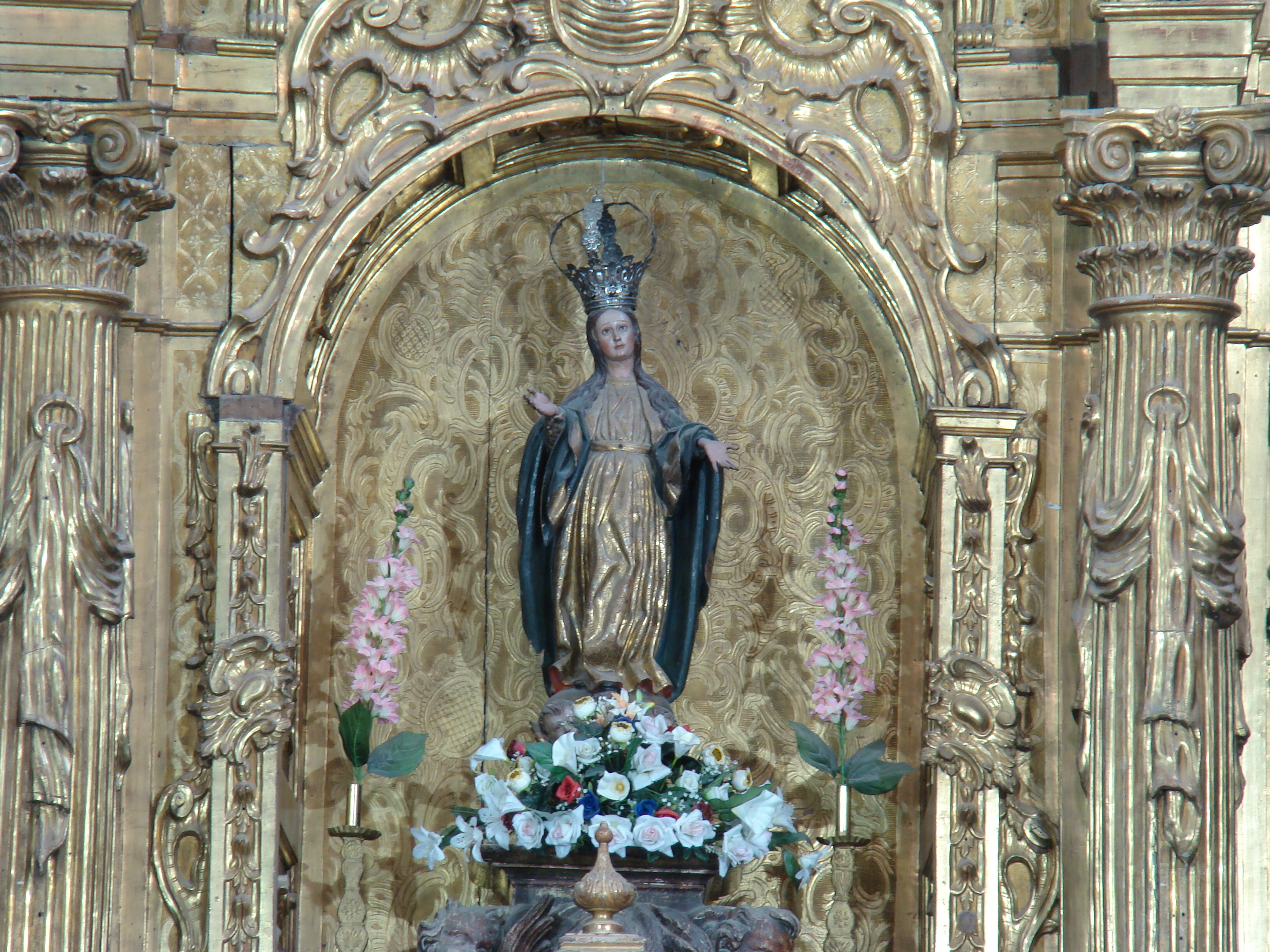
Imagen titular de la Asunción.
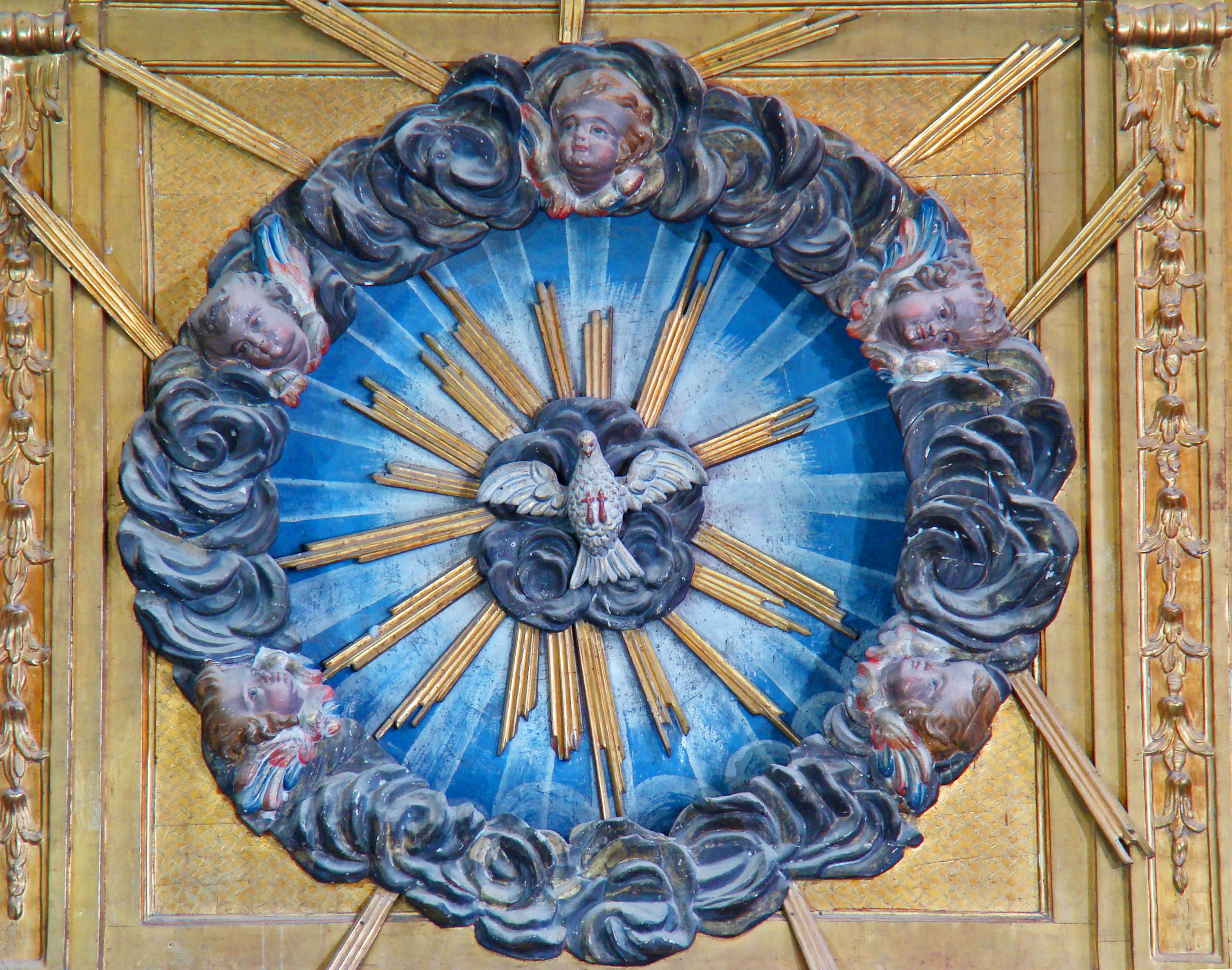
Gloria con orla de serafines y la paloma simbólica del Espíritu Santo.

Cruz parroquial

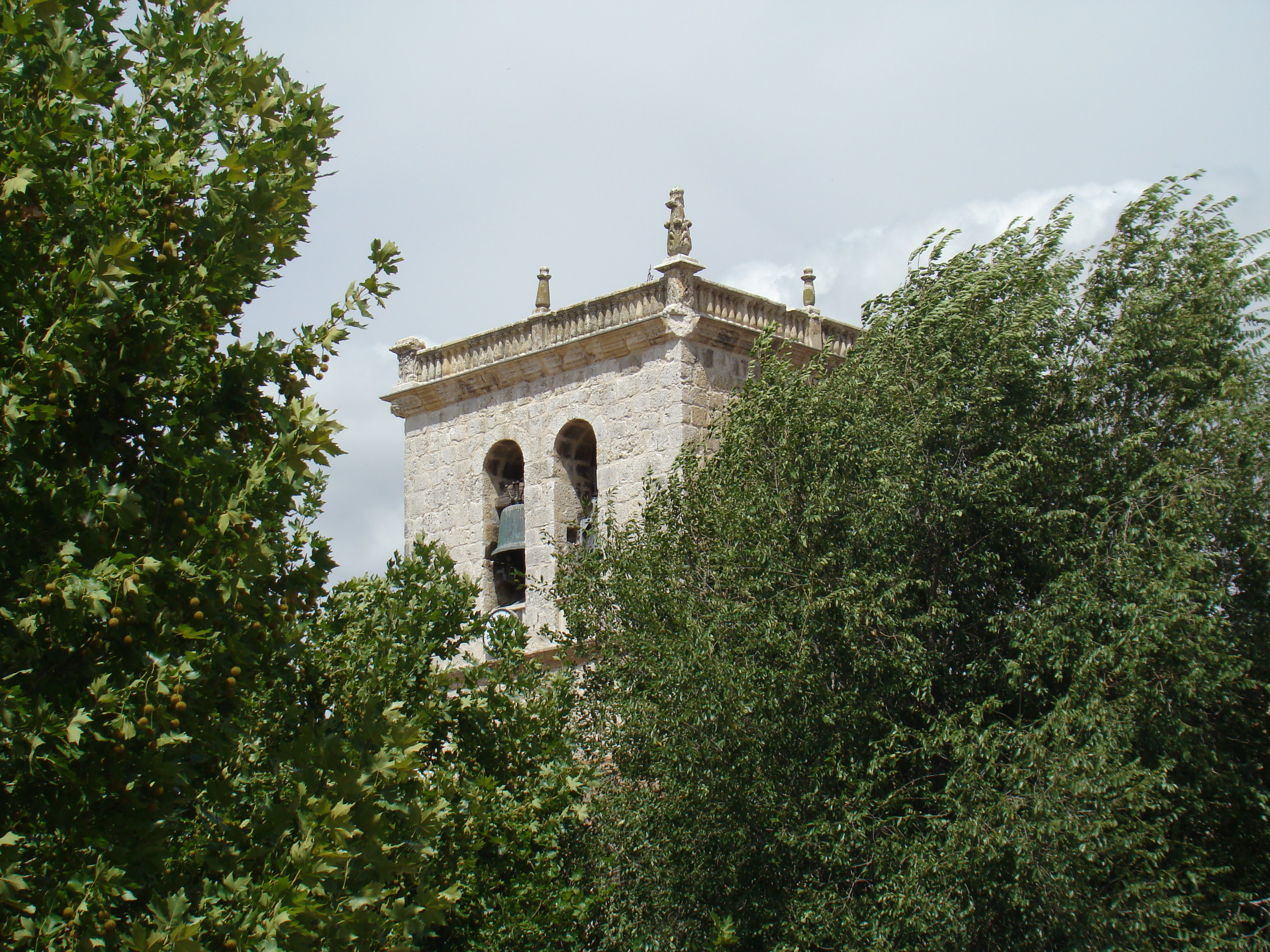
La torre asomando entre árboles

En la casa parroquial se conserva como gran tesoro una cruz parroquial de plata que está documentada. Es obra del platero Pascual Abril, natural de Palencia, del año 1583. Tiene varias marcas de punzón a manera de contraste, con la palabra TIEDRA, hechas por el platero vallisoletano Juan García de Tiedra. También se ven las señales del punzón de Pascual Abril, incompletas, con la palabra ABR, en el pie de la cruz. Mide 108 x 53 cm.
Torre
Según el libro de cuentas de esta parroquia se colocó la primera piedra de la torre en 1543. Consta de basamento y tres cuerpos, el último perforado con arcos de medio punto y coronado por balaustrada.
Humilladero del Cristo

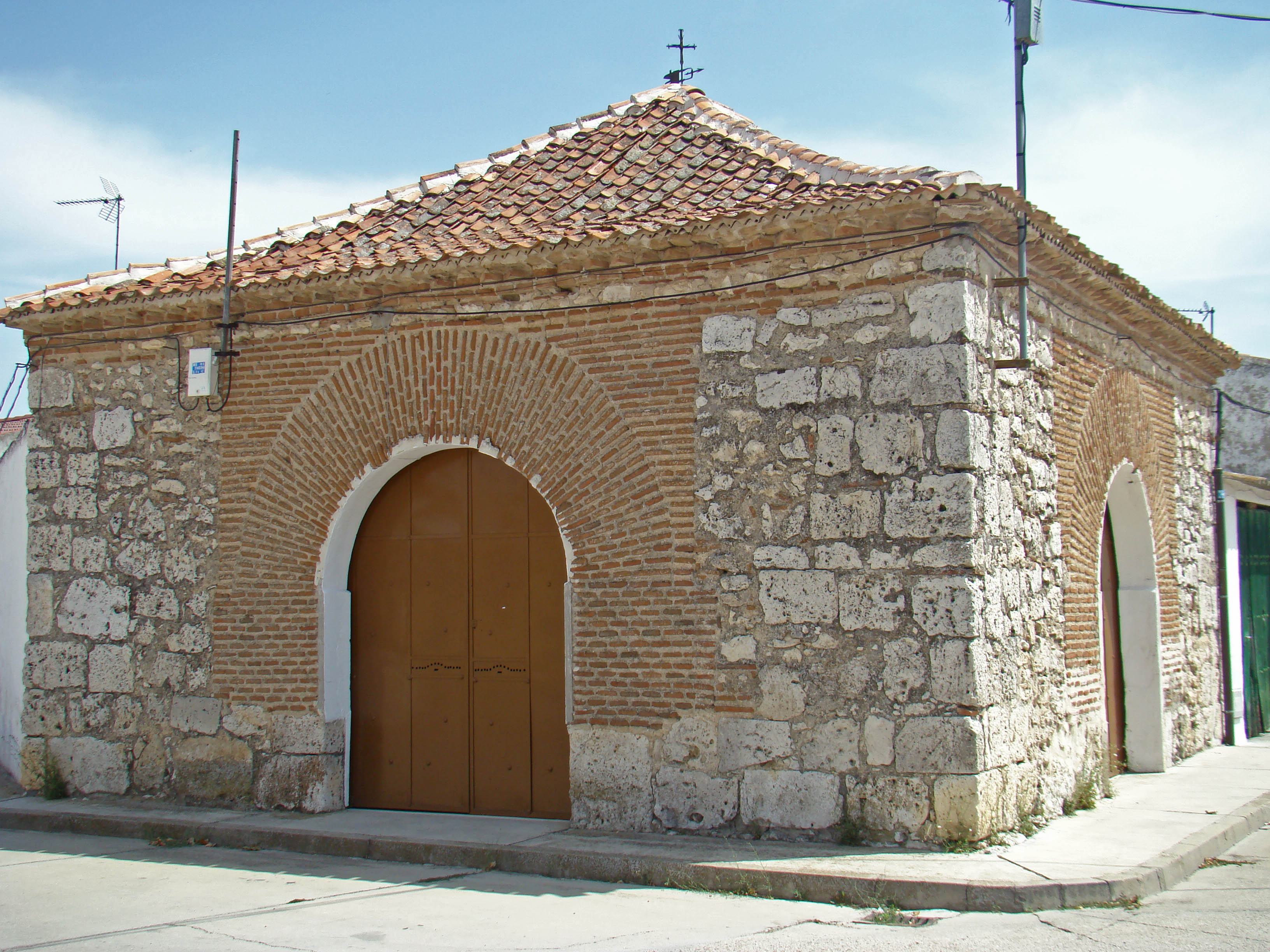
Humilladero del Cristo. Se aprecian las dos portadas de ladrillo y el tejado a 4 aguas.

Está situado a la salida del pueblo, hacia el sur, en lo que fue el camino a Portillo. Tiene planta cuadrada y está construido con mampostería y ladrillo, este último reservado para las dos puertas de medio punto. Se cubre con tejado a cuatro aguas y por dentro con techumbre de madera. En el siglo XIX tenía adosado el cementerio que más tarde se trasladó a otro lugar. Se venera dentro del humilladero la imagen del Cristo, obra del siglo XVI. Delante del edificio hubo una cruz de piedra, como era habitual en los humilladeros, de la que quedan unos pequeños restos consistentes en un pedestal no muy grande y el comienzo del fuste.

## Cultura

### Fiestas
- 13 y 14 de junio: Festividades Mayores de San Antonio de Padua y Voto de Villa, respectivamente.
- El último fin de semana de agosto celebran las Fiestas Taurinas.
- El último domingo de diciembre se celebra El Remate, fiesta de antigua tradición.